# Římskokatolická farnost Našiměřice
Římskokatolická farnost Našiměřice je územní společenství římských katolíků s farním kostelem svatého Jiljí.

## Historie farnosti
Fara v obci stála už v polovině 14. století, později však zanikla, protože Našiměřice byly přifařeny do Olbramovic, kde zůstaly až do roku 1823. Zdejší kostel je zasvěcen svatému Jiljí. V minulosti zde převládalo německé obyvatelstvo, v letech 1945 až 1946 byly Našiměřice po odsunu Němců nově osídleny českými osadníky.

## Duchovní správci
Od 1. září 1991 je administrátorem excurrendo R. D. Jan Fiala z Olbramovic u Moravského Krumlova.

## Aktivity ve farnosti
Dnem vzájemných modliteb farností za bohoslovce a bohoslovců za farnosti brněnské diecéze je 21. června. Adorační den připadá na nejbližší neděli po 24. srpnu.
Ve farnosti se pravidelně koná tříkrálová sbírka. V roce 2016 se při ní vybralo 1 236 korun.